# Gunung Sugih (Batu Brak)
Gunung Sugih is een bestuurslaag in het regentschap Lampung Barat van de provincie Lampung, Indonesië. Gunung Sugih telt 443 inwoners (volkstelling 2010).